# Xã Batavia, Quận Kane, Illinois
Xã Batavia (tiếng Anh: Batavia Township) là một xã thuộc quận Kane, tiểu bang Illinois, Hoa Kỳ. Năm 2010, dân số của xã này là 35.221 người.